# Spadella antarctica
Espèce
Spadella antarctica est une espèce de chaetognathes de la famille des Spadellidae.

## Étymologie
Son nom spécifique, du latin antarctica, « relatif à l'Antarctique », lui a été donné en raison du lieu de sa découverte.

## Description
Spadella antarctica possède neuf à onze crochets, une à deux dents antérieures et une dent postérieure. La longueur maximale d'un adulte est de 6 mm dont la moitié pour la queue. Le corps est élancé et transparent avec une musculature transversale sur le tronc. La tête est large avec des crochets non dentelés et il ne possède pas d'yeux. Il possède une paire de nageoires latérales courtes, entièrement rayonnées et arrondies sur le tronc et la queue. La collerette est longue. Absence de diverticules intestinaux. Les vésicules séminales sont de forme conique et touchent les nageoires postérieures et la nageoire caudale. Les ovaires sont courts et immatures avec de petits ovules. Présence de papilles adhésives et d'organes adhésifs avec absence d'appendices adhésifs, les glandes apicales sont absentes.

## Distribution
Spadella antarctica a été trouvé dans les eaux de la mer de Weddell, dans l'Océan Austral. Il a été découvert à des profondeurs comprises entre 193 et 500 m.

## Publication originale
- (en) Jean-Paul Casanova, « The first record of a benthic polar chaetognath: a new Spadella from the Antarctic », Journal of Natural History, Taylor & Francis, vol. 25,‎ mai 1991, p. 1355-1362 (ISSN 0022-2933 et 1464-5262, lire en ligne).